# The Sarah Jane Adventures
The Sarah Jane Adventures är en engelsk tv-serie från 2007–2011, en spinoff från tv-serien Doctor Who och handlar om doktorns före detta assistent och medresenär Sarah Jane Smith. 

## Handling
Serien utspelar sig cirka 40 år efter att Sarah Jane ursprungligen lämnat Doktorn, men bara ett par månader efter att hon mött honom på nytt i avsnitt nummer tre av Doctor Whos andra säsong, School Reunion.
I serien bor Sarah Jane (Elisabeth Sladen) i en förort till London och arbetar som reporter sen hon och doktorn gått skilda vägar. Men på sin fritid undersöker hon diverse oförklarliga händelser och tampas med utomjordingar. I pilotavsnittet upptäcker Sarah Janes nya granne Maria Jackson hennes hemlighet och börjar hjälpa henne med att försvara jorden mot utomjordiska hot. 

## Om produktionen
Serien producerades i fem säsonger mellan 2007 och 2011 men fick avslutas tvärt på grund av huvudrollsinnehavaren Elisabeth Sladens plötsliga bortgång i cancer den 19 april 2011.
Bara hälften av de episoder som var planerade för säsong fem hann produceras före skådespelerskans plötsliga bortgång. Andra hälften av episoderna sköts först upp till dess att skådespelerskan skulle ha tillfrisknat, men skrotades helt efter hennes död.
Alla manusen till den planerade andra hälften av säsongen var vid denna tidpunkt redan klara, vilket har lett till att fler av dem har publicerats online eller på andra sätt gjorts tillgängliga för allmänheten. I dessa kan man se att fler gästframträdanden med karaktärer från huvudserien Doctor Who var planerade.
Skådespelerskan Katy Manning skulle ha dykt upp i serien för andra gången i form av en äldre version av sin roll i Doctor Who som Josephine 'Jo' Grant. Josephine Grant (senare gift Jones) var ursprungligen assistent till Jon Pertwees tredje Doktor mellan 1971 och 1974, och byttes sedan ut till Elisabeth Sladen och hennes karaktär Sarah Jane Smith. Katy Manning gjorde sitt första gästframträdande i The Sarah Jane Adventures tillsammans med Doctor Who-skådespelaren Matt Smith i rollen som Doktorn under seriens fjärde säsong. I episoden 'The Death of The Doctor' framträdde Katy Manning som en betydligt äldre version av Doktorns före detta assistent Josephine Grant, som nu efter det giftermål som på 1970-talet motiverade att karaktären lämnat serien, har fått det nya efternamnet 'Jones' efter sin man Cliff Jones.
Sarah Jane, som hört talas om men aldrig formellt träffat Jo Jones, stöter på henne då hon anländer till Doktorns begravning. En grupp aliens som påstår sig vara intergalaktiska begravningsentreprenörer påstår att Doktorn har dött, och ordnar med en begravning där båda de före detta assistenterna är inbjudna. Men varken Sarah Jane eller Josephine Jones är övertygade om att Doktorn faktiskt är död, och de bestämmer sig för att slå sig ihop för att tillsammans ta reda på sanningen.
Det var även planerat att Sylvester McCoy, som spelat den sjunde Doktorn i slutet av 1980-talet, skulle ha gjort ett framträdande, samt även skådespelerskan Sophie Aldred som spelade hans kompanjon Dorothy 'Ace' McShane. Båda skulle ha framträtt som sina karaktärer från TV-serien, men vilken roll de skulle ha spelat i handlingen och i hur många episoder de skulle ha varit med är oklart.
För att rädda ett helt filmteam från att plötsligt bli utan jobb till följd av att hälften av de planerade inspelningarna av Sarah Jane Adventures femte säsong inte skulle bli av, skrevs det oanvända manuset till den planerade episoden Thirteenth Floor om till en episod av TV-serien Wizards vs Aliens.
The Sarah Jane Adventures har visats i Sverige på Barnkanalen. 

## Rollista i urval
- Elisabeth Sladen som Sarah Jane Smith, f.d. följeslagare till Doktorn, reporter och utomjordingsjägare.
- Tommy Knight som Luke Smith, en utomjording som är Sarah Jane Smiths barn
- Sinead Michael som Sky Smith, också utomjording och är Sarah Jane Smiths barn som är med i sista säsongen
- Yasmin Paige som Maria Jackson, vän till Luke som är med i den första säsongen och 2 avsnitt in i säsong 2
- Daniel Anthony som Clyde Langer, vän till Luke som är med i alla säsonger
- Anjli Mohindra som Rani Chandra, vän till Luke som är med från andra säsongen
- Alexander Armstrong som Mr Smith
- John Leeson som K-9